# Flaga Neuenkirchen (Landhagen)
Flaga Neuenkirchen – flaga gminy Neuenkirchen. Zaprojektowana została przez mieszkańca gminy Franka Weichbrodta i 19 listopada 2009 zatwierdzona przez Ministerstwo Spraw Wewnętrznych (Bundesministerium des Innern, für Bau und Heimat).

## Wygląd i symbolika
Prostokątny, biały płat tkaniny o proporcji szerokości do długości 3:5, z czterema niebieskimi pasami o jednakowej szerokości. Od góry:
- niebieski pas o szerokości 1/7 długości płata
- biały pas o szerokości 1/7
- niebieski pas o szerokości 1/7
- biały pas o szerokości 1/7
- niebieski pas o szerokości 1/7
- biały pas o szerokości 1/7
- niebieski pas o szerokości 1/7

Pośrodku flagi umieszczony jest herb Neuenkirchen. Herb zajmuje 3/5 wysokości flagi.